# 1922 v letectví
Tento článek obsahuje seznam událostí souvisejících s letectvím, které proběhly roku 1922.

## Události

### Březen
- 20. března – do služby u US Navy vstupuje první americká letadlová loď, přestavěná z uhelné lodi, USS Langley

### Srpen
- 6. srpna – v jedenáctém ročníku Poháru Gordona Bennetta zvítězili Belgičané Ernest Demuyter a Alexander Veenstra

### Listopad
- 19. listopadu – vznikly maďarské aerolinky Malert

## První lety
- Aero A-14
- Avia BH-4
- Letov Š-3
- Letov Š-4
- Micubiši 1MT

### Leden
- Mitsubishi 2MR[1]
- 3. ledna – Aero A-10

### Březen
- 26. března – de Havilland DH.34

### Červenec
- Bristol Racer

### Srpen
- 22. srpna – Vickers Victoria

### Říjen
- 13. října – Curtiss R-6

### Listopad
- 6. listopadu – Dornier Do J
- 18. listopadu – Dewoitine D.1
- 24. listopadu – Vickers Virginia
- 28. listopadu – Fairey Flycatcher